# Kwala (langue)
Pour les articles homonymes, voir Kwala et Likouala.
Le kwala, ekwala ou likwala (aussi écrit likouala), est une langue bantoue de la République du Congo.

## Prononciation
|            | Antérieure | Centrale | Postérieure |
| ---------- | ---------- | -------- | ----------- |
| Fermée     | i          |          | u           |
| Mi-fermée  | e          |          | o           |
| Mi-ouverte | ɛ          |          | ɔ           |
| Ouverte    |            | a        |             |

Les voyelles nasales [ĩ], [ɔ̃], [ã] sont présentes en début de mots composés avec le prefixe nasal.
|           | Bilabial | Bilabial | Labio- dental | Labio- dental | Alvéolaire | Alvéolaire | Post- alvéolaire | Post- alvéolaire | Palatal | Palatal | Vélaire | Vélaire | Glottale | Glottale |
| --------- | -------- | -------- | ------------- | ------------- | ---------- | ---------- | ---------------- | ---------------- | ------- | ------- | ------- | ------- | -------- | -------- |
| Occlusive | p        | b        |               |               | t          | t          |                  |                  |         |         | k       | ɡ       |          |          |
| Nasale    | m        | m        |               |               | n          | n          |                  |                  | ɲ       | ɲ       |         |         |          |          |
| Fricative |          |          |               |               | s          | z          |                  |                  |         |         |         |         | h        | h        |
| Latérale  |          |          |               |               | l          | l          |                  |                  |         |         |         |         |          |          |

Le /k/ et /t/ sont prononcés respectivement [ɣ] et [r] entre deux voyelles.
Le /l/ est prononcé [d] lorsqu’il est précédé d’un préfixe nasal.